# ギャレス・バリー
ガレス・バリー（Gareth Barry, 1981年2月23日 - ）は、イングランド出身の元サッカー選手。元イングランド代表。ポジションはミッドフィールダー、ディフェンダー。プレミアリーグ設立後では歴代最多試合出場記録を持つ。
元チームメイトであるガレス・サウスゲートとともに、旧ウェンブリー・スタジアムでの最後のクラブの試合、代表の試合の両方に出場している選手である。クラブの試合は、2000年のFAカップ決勝の対チェルシーFC戦、代表の試合はワールドカップ予選の対ドイツ代表戦である。両試合とも0-1で敗れている。

## 来歴

### アストン・ヴィラ
ヘイスティングスにあるウィリアム・パーカー・スポーツカレッジに入学。U-16サッカーイングランド代表キャプテンとして活躍し、ブライトンのユースから、マイケル・スタンディングとともに、1997年に16歳でアストン・ヴィラFCに加入し、クラブと練習生契約を結んだ。その当時は、スタンディングの方が有望な選手であると思われていた。U-18の代表でもキャプテンを務め、アストン・ヴィラFCでもキャプテンを務めていた。学生時代には、ラグビーなどの他のスポーツもこなした。1998年5月2日の対シェフィールド・ウェンズデイ戦がアストン・ヴィラでのデビュー戦であったが、ポジションはセンターバックであった。バリーは非常にユーティリティー性の高い選手で、左サイドバック、左サイドハーフへと活躍の幅を広げ、主にセンターハーフとして出場し、イングランド代表としても主力として活躍した。PKキッカーも務めていた。
2005年4月2日の対ニューカッスル・ユナイテッド戦の最中に起こった、リー・ボウヤーとキーロン・ダイアーの喧嘩の際には仲裁に入った（なおダイアーとボウヤーは揃って退場処分となった）。
2007年10月28日の対ボルトン・ワンダラーズFC戦では、フランク・ランパードが保持していた記録を更新し、最年少でリーグ戦300試合出場を達成した選手となった（26歳と247日）。また、2008年9月18日に行われたUEFAカップの対リテックス・ロヴェチ戦でアストン・ヴィラでの公式戦通算400試合出場を達成し、クラブに最も長く所属している選手となった。
2008年5月、リヴァプールFCが獲得に興味を示したが、リヴァプールが提示したオファーをアストン・ヴィラは何れも拒否した。
2008年6月29日には、バリーは、契約は2年残っているが、紙面上で「クラブは僕に残ってほしいと言ってくれているけど、監督からはここ数週間何の連絡もない」とマーティン・オニール監督を批判し、チャンピオンズリーグに出場するためにもリヴァプールに移籍したいと希望を語った。それに対しオニールは、オーナーであるランディ・ラーナーは選手にクラブで出場し続けたいと思えるたくさんのインセンティブを与えていると答えている。
その後も両クラブの交渉は続いたが、アストン・ヴィラの設定している移籍金1800万ポンド（約38億円）をリヴァプールが提示することはなく、アストン・ヴィラは7月末に、バリーはアストン・ヴィラに残ると残留を明言した。

### マンチェスター・シティ
2009年6月2日、1200万ポンドの移籍金でマンチェスター・シティFCへ移籍、5年間の契約を結んだ。

### エヴァートン
2013年9月2日、エヴァートンFCへのレンタル移籍が決定。
2014年12月26日に行われたストーク・シティFC戦でイエローカードを受け、プレミアリーグ設立後の通算警告記録で単独首位に立ったのと同時に、プレミアリーグで初めてイエローカードを100枚受けた選手となった。

### ウェスト・ブロムウィッチ・アルビオン
2017年8月15日、ウェスト・ブロムウィッチ・アルビオンFCへ1年契約で移籍することが発表された。9月25日のアーセナルFC戦で通算633試合出場となり、ライアン・ギグスの持つプレミアリーグ最多出場記録を更新した。
バリーは2020年8月27日にサッカーからの引退を発表しました。 プロとしてのキャリアを終えた後も、彼はKidderminsterに拠点を置く35歳以上のチーム「Comberton Dynamoes Veterans」に参加し続けました。 2024年7月には、バリーはアマチュアチームHurstpierpointに加入しました。このチームはイングランドサッカーピラミッドの12番目のティアに位置するMid Sussex Football Leagueでプレーしています。

### 代表

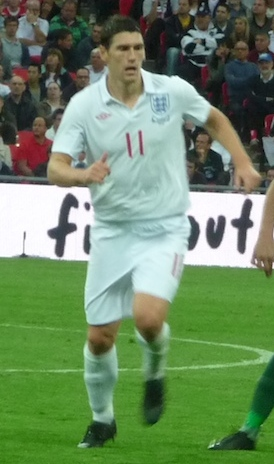
イングランド代表でのバリー

U-21のイングランド代表としてのデビューは、1998年の対チェコ戦であり27キャップを記録している。このキャップ数は、スコット・カーソン、ジェイムズ・ミルナーに次ぐ記録となっている。
A代表に初めて選出されたのは、ケヴィン・キーガンが監督を務めていた時で、ジェイソン・ウィルコックスの負傷により、EURO2000のメンバーにも選出されるが、出場機会はなかった。初めてメンバーに選出されたのは、2000年5月31日の対ウクライナ戦であり、初めて先発出場したのは、9月2日の対フランス戦である。
その後は、2003年の対南アフリカ戦、セルビア・モンテネグロ戦、スロバキア戦まで招集されなかった。
2007年2月7日の対スペイン戦の後半から、スティーヴン・ジェラードと交替で、後半から出場し4年振りの出場を果たした。5月27日にはB代表として、対アルバニア戦の3-1の勝利に貢献している。
故障中のオーウェン・ハーグリーヴスに代わり、9月2日の対イスラエル戦では、センターハーフとしてジェラードと中盤を構成し、高い評価を得た。9月12日のロシア戦でハーグリーヴスが良いパフォーマンスを発揮できなかったこともあり、バリーはレギュラーとしてセンターハーフのポジションを確保するに至った。
EURO2008予選の対エストニア戦では、マン・オブ・ザ・マッチに選出される活躍を見せ、ファビオ・カペッロが監督になって最初の試合である2008年2月6日の対スイス戦のメンバーにも選出された。代表での初ゴールは、6月1日の対トリニダード・トバゴ戦であり、後半からはキャプテンを務めた。
2009年6月6日のワールドカップ予選のカザフスタン戦では代表で自身2ゴール目を記録して勝利に貢献した。
ワールドカップには2010 FIFAワールドカップで初出場を果たし、グループリーグのスロベニア戦、アルジェリア戦、決勝トーナメント1回戦のドイツ戦の計3試合に出場した。

## 個人成績
| クラブ                   | シーズン | リーグ                | リーグ | リーグ | カップ | カップ | リーグカップ | リーグカップ | 国際大会 | 国際大会 | その他 | その他 | 通算 | 通算 |
| クラブ                   | シーズン | ディビジョン          | 出場   | 得点   | 出場   | 得点   | 出場         | 得点         | 出場     | 得点     | 出場   | 得点   | 出場 | 得点 |
| ------------------------ | -------- | --------------------- | ------ | ------ | ------ | ------ | ------------ | ------------ | -------- | -------- | ------ | ------ | ---- | ---- |
| アストン・ヴィラ         | 1997-98  | プレミアリーグ        | 2      | 0      | 0      | 0      | 0            | 0            | 0        | 0        | —      | —      | 2    | 0    |
| アストン・ヴィラ         | 1998-99  | プレミアリーグ        | 32     | 2      | 2      | 0      | 0            | 0            | 3        | 0        | —      | —      | 37   | 2    |
| アストン・ヴィラ         | 1999-00  | プレミアリーグ        | 30     | 1      | 6      | 0      | 8            | 0            | —        | —        | —      | —      | 44   | 1    |
| アストン・ヴィラ         | 2000-01  | プレミアリーグ        | 30     | 0      | 3      | 0      | 1            | 0            | 4        | 1        | —      | —      | 38   | 1    |
| アストン・ヴィラ         | 2001-02  | プレミアリーグ        | 20     | 0      | 1      | 0      | 0            | 0            | 7        | 0        | —      | —      | 28   | 0    |
| アストン・ヴィラ         | 2002-03  | プレミアリーグ        | 35     | 3      | 1      | 0      | 4            | 1            | 4        | 0        | —      | —      | 44   | 4    |
| アストン・ヴィラ         | 2003-04  | プレミアリーグ        | 36     | 3      | 1      | 1      | 6            | 0            | —        | —        | —      | —      | 43   | 4    |
| アストン・ヴィラ         | 2004-05  | プレミアリーグ        | 34     | 7      | 1      | 1      | 1            | 0            | —        | —        | —      | —      | 36   | 8    |
| アストン・ヴィラ         | 2005-06  | プレミアリーグ        | 36     | 3      | 3      | 1      | 3            | 2            | —        | —        | —      | —      | 42   | 6    |
| アストン・ヴィラ         | 2006-07  | プレミアリーグ        | 35     | 8      | 1      | 0      | 3            | 1            | —        | —        | —      | —      | 39   | 9    |
| アストン・ヴィラ         | 2007-08  | プレミアリーグ        | 37     | 9      | 1      | 0      | 2            | 0            | —        | —        | —      | —      | 40   | 9    |
| アストン・ヴィラ         | 2008-09  | プレミアリーグ        | 38     | 5      | 1      | 0      | 1            | 0            | 8        | 3        | —      | —      | 48   | 8    |
| アストン・ヴィラ         | 通算     | 通算                  | 365    | 41     | 21     | 3      | 29           | 4            | 26       | 4        | 0      | 0      | 441  | 52   |
| マンチェスター・シティ   | 2009-10  | プレミアリーグ        | 34     | 2      | 3      | 0      | 6            | 1            | —        | —        | —      | —      | 43   | 3    |
| マンチェスター・シティ   | 2010-11  | プレミアリーグ        | 33     | 2      | 7      | 0      | 0            | 0            | 7        | 0        | —      | —      | 47   | 2    |
| マンチェスター・シティ   | 2011-12  | プレミアリーグ        | 34     | 1      | 0      | 0      | 2            | 0            | 7        | 0        | 1      | 0      | 44   | 1    |
| マンチェスター・シティ   | 2012-13  | プレミアリーグ        | 31     | 1      | 5      | 1      | 1            | 0            | 4        | 0        | 0      | 0      | 41   | 2    |
| マンチェスター・シティ   | 通算     | 通算                  | 132    | 6      | 15     | 1      | 9            | 1            | 18       | 0        | 1      | 0      | 175  | 8    |
| エヴァートン (loan)      | 2013-14  | プレミアリーグ        | 32     | 3      | 4      | 0      | 1            | 0            | —        | —        | —      | —      | 37   | 3    |
| エヴァートン             | 2014-15  | プレミアリーグ        | 33     | 0      | 2      | 0      | 0            | 0            | 9        | 0        | —      | —      | 44   | 0    |
| エヴァートン             | 2015-16  | プレミアリーグ        | 33     | 0      | 2      | 0      | 4            | 0            | —        | —        | —      | —      | 39   | 0    |
| エヴァートン             | 2016-17  | プレミアリーグ        | 33     | 2      | 1      | 0      | 0            | 0            | —        | —        | —      | —      | 34   | 2    |
| エヴァートン             | 2017-18  | プレミアリーグ        | 0      | 0      | 0      | 0      | 0            | 0            | 1        | 0        | —      | —      | 1    | 0    |
| エヴァートン             | 通算     | 通算                  | 131    | 5      | 9      | 0      | 5            | 0            | 10       | 0        | 0      | 0      | 155  | 5    |
| ウェスト・ブロムウィッチ | 2017-18  | プレミアリーグ        | 25     | 1      | 3      | 0      | 1            | 0            | —        | —        | —      | —      | 29   | 1    |
| ウェスト・ブロムウィッチ | 2018-19  | EFLチャンピオンシップ | 24     | 1      | 0      | 0      | 2            | 0            | —        | —        | 0      | 0      | 26   | 1    |
| ウェスト・ブロムウィッチ | 2019-20  | EFLチャンピオンシップ | 3      | 0      | 3      | 0      | 0            | 0            | —        | —        | —      | —      | 6    | 0    |
| ウェスト・ブロムウィッチ | 通算     | 通算                  | 52     | 2      | 6      | 0      | 3            | 0            | 0        | 0        | 0      | 0      | 61   | 2    |
| 総通算                   | 総通算   | 総通算                | 680    | 54     | 51     | 4      | 46           | 5            | 54       | 4        | 1      | 0      | 832  | 67   |

## 代表歴

### 出場大会
- イングランド代表
  - 2010 FIFAワールドカップ

### 試合数
- 国際Aマッチ 53試合 3得点（2000年-2012年）[24]

| イングランド代表 | 国際Aマッチ | 国際Aマッチ |
| 年               | 出場        | 得点        |
| ---------------- | ----------- | ----------- |
| 2000             | 6           | 0           |
| 2003             | 2           | 0           |
| 2007             | 8           | 0           |
| 2008             | 10          | 1           |
| 2009             | 9           | 1           |
| 2010             | 9           | 0           |
| 2011             | 7           | 1           |
| 2012             | 2           | 0           |
| 通算             | 53          | 3           |

## 獲得タイトル
アストン・ヴィラ
- インタートトカップ：2001
- クラブ年間最優秀選手：2006-07

マンチェスター・シティ
- FAカップ：2010-11
- プレミアリーグ：2011-12
- FAコミュニティ・シールド ：2012-13

エヴァートン
- クラブ年間最優秀選手：2015-16

## 記録
- プレミアリーグ通算最多試合出場[1]
- プレミアリーグ通算最多イエローカード[12]

## 私生活
幼馴染のルイーズと2007年の夏に結婚し、息子のオスカーと娘のフレイアの二人の子どもを授かっている。